# 2009年二十国集团匹兹堡峰会
2009年二十国集团匹兹堡峰会於2009年9月24日至25日在美國匹茲堡大衛L勞倫斯會議中心舉行。美國總統奧巴馬於2009年4月的二十国集团伦敦峰会後不久即宣布美國將承辦9月的峰會，地點本來計劃在紐約市，以便與聯合國大會一併舉行。不過，由於協調問題，2009年5月28日，奧巴馬政府宣布改為在匹茲堡舉行，同時突出該城市在20世紀下半葉製造業崩潰後經濟得以復甦的經歷。

## 準備工作
匹茲堡市中心的許多街道重新鋪設，於附近的梅隆體育館舉行、國家冰球聯盟季前匹茲堡企鵝隊的曲棍球比賽亦要改期。在舉行峰會期間，許多街道都被關閉，交通亦進行了調整。許多公立學校、大學停學，附近的商家亦暫停營業。由於預計會有數千名示威者，會議被列為國家特別保安事件，會議保安由美国特勤局聯同匹茲堡警方負責。

## 峰會

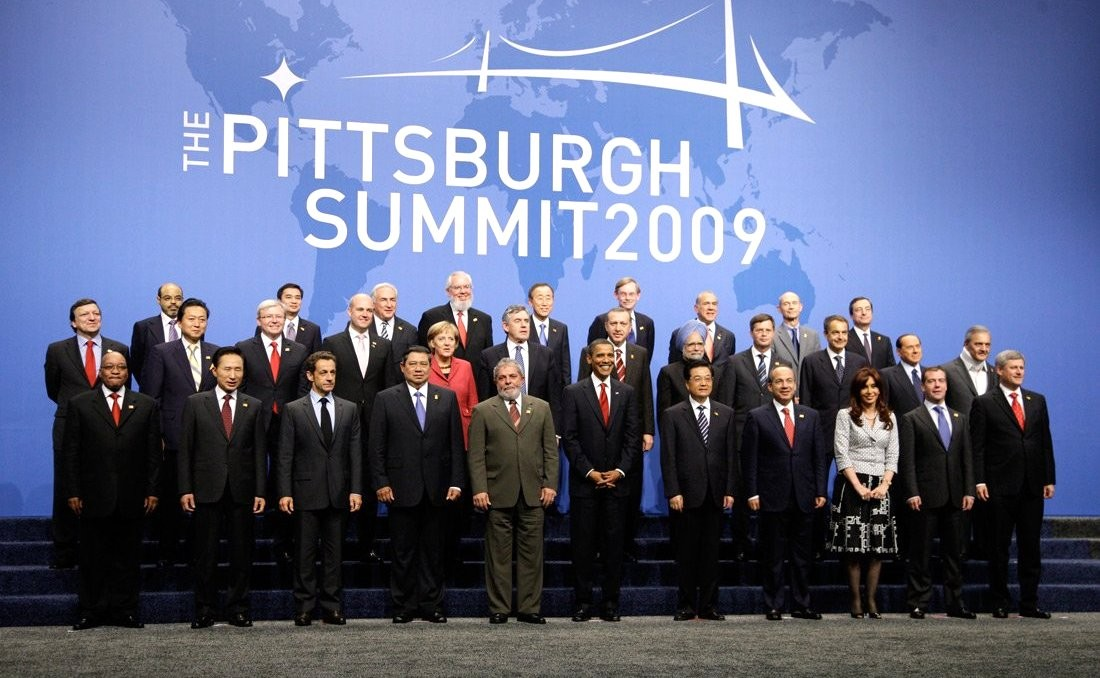
出席峰會的領導人

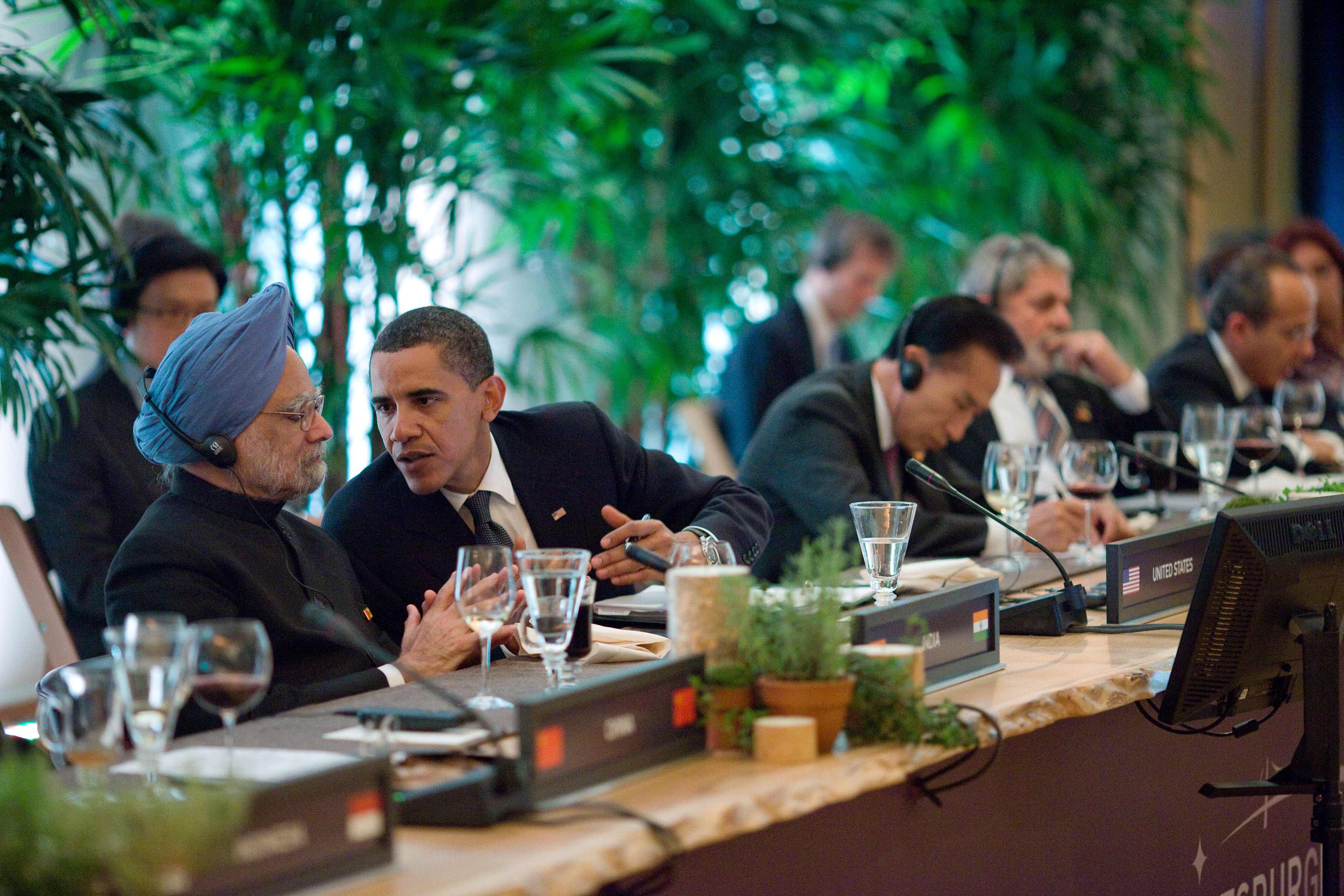
印度總理曼莫汉·辛格（左）與美國總統奧巴馬於峰會上交談

20國集團領導人於2009年9月24日開始抵達匹茲堡。9月24日晚上，領導人出席了於奧克蘭 (匹茲堡)菲普斯學院舉行的招待會。峰會主要會議由9月25日上午開始在市中心的大衛L勞倫斯會議中心舉行。

### 峰會領袖
國家
- 阿根廷，阿根廷總統克里斯蒂娜·费尔南德斯·德基什内尔
- 澳大利亞，澳大利亞總理陸克文
- 巴西，巴西總統路易斯·伊纳西奥·卢拉·达席尔瓦
- 加拿大，加拿大總理哈珀
- 中國，中國國家主席胡錦濤[3]
- 法國，法國總統薩爾科齊
- 德國，德國總理安格拉·默克爾
- 印度，印度總理曼莫汉·辛格
- 印尼，印尼總統苏西洛·班邦·尤多约诺
- 意大利，意大利總理貝盧斯科尼
- 日本，日本內閣總理大臣鳩山由紀夫
- 墨西哥，墨西哥總統费利佩·卡尔德龙
- 荷蘭*，荷蘭首相揚·彼得·巴爾克嫩德
- 南韓，韓國總統李明博
- 俄羅斯，俄羅斯總統梅德韋傑夫
- 南非，南非總統雅各布·祖玛
- 西班牙*，西班牙首相何塞·路易斯·罗德里格斯·萨帕特罗
- 土耳其，土耳其總理雷杰普·塔伊普·埃尔多安
- 英國，英國首相戈登·布朗
- 美國，美國總統奧巴馬（主辦國代表）

註：有*者為非20國集團成員
區域組織
- 非洲发展新伙伴计划（NEPAD），主席梅莱斯·泽纳维（埃塞俄比亚总理）
- 東盟（ASEAN），輪任主席阿披實（泰國首相）
- 歐盟委員會，主席若泽·曼努埃尔·巴罗佐
- 歐洲理事會，輪任主席弗雷德里克·赖因费尔特（瑞典首相）

國際組織
- 聯合國，聯合國秘書長潘基文
- 世界銀行，世界銀行總裁羅伯特·佐利克
- 國際貨幣基金組織，國際貨幣基金組織總裁多米尼克·斯特劳斯-卡恩
- 世界貿易組織，世界貿易組織總幹事帕斯卡尔·拉米
- 金融穩定論壇，金融穩定論壇主席德拉吉

## 外部連結
- 官方網頁
- 官方合作計劃網頁
- G20資訊中心（页面存档备份，存于）（多倫多大學建立）